# Radu Muntean
Radu Muntean (Bucareste, 8 de junho de 1971) é um cineasta e roteirista romeno.